# Li Ning
Li Ning (Liuzhou, Guangxi, 10. ožujka 1963.) - umirovljeni kineski gimnastičar i poslovni čovjek. Osnovao je tvrtku sportske odjeće „Li-Ning”.

## Gimnastička karijera
Počeo je trenirati s osam godina, a izabran je u reprezentaciju 1980. Godine 1982. osvojio je šest od sedam dodijeljenih medalja na Šestom svjetskom prvenstvu u gimnastici, čime je dobio titulu "princa gimnastike" (kineski: 体操王子/體操王子).
Li Ning je najpoznatiji po osvajanju šest medalja na Ljetnim olimpijskim igrama 1984., prvim Olimpijskim igrama na kojima je sudjelovala Narodna Republika Kina. Osvojio je tri zlatne medalje (parter, konj s hvataljkama i karike), dvije srebrne i jednu brončanu medalju. Postao je najodlikovaniji kineski sportaš na prvim Olimpijskim igrama na kojima je Kina sudjelovala nakon njenog osnutka u listopadu 1949. godine.
Osvojio je 11 medalja na Svjetskim prvenstvima u gimnastici, uključujući zlatne medalje na karikama (1985.) i u ekipnom višeboju (1983.)
Natjecao se na svojim drugim Olimpijskim igrama 1988. u Seulu unatoč ozljedama. Bio je to kraj blistave gimnastičke karijere, jer je bio izvan forme i radio je ključne pogreške, što ga je lišilo šanse za medalju.

## Poslovna karijera
Povukao se iz natjecateljskog sporta 1988., a 1990. osnovao je tvrtku „Li-Ning”, koja prodaje obuću i sportsku odjeću u Kini. Predsjednik je upravnog odbora tvrtke. Prema Hurunovom izvješću o bogatim Kinezima iz 2014., procjenjuje se da je vrijedan 5 milijardi RMB, što ga čini 407. najbogatijom osobom u Kini.
Primljen je u Međunarodnu gimnastičku kuću slavnih 2000. godine, postavši prvi kineski član.
Na Ljetnim olimpijskim igrama 2008., zapalio je baklju na ceremoniji otvaranja, nakon što su ga kablovi uzdigli visoko u zrak i oponašao je trčanje po obodu stadiona.
Oženio se za Chen Yongyen, kolegicu gimnastičarku koja je 1984. osvojila brončanu olimpijsku medalju.